# Есер Бле
Есер Бле (фр. Esserts-Blay) насеље је и општина у источној Француској у региону Рона-Алпи, у департману Савоја која припада префектури Албервил.
По подацима из 2011. године у општини је живело 752 становника, а густина насељености је износила 48,48 становника/km². Општина се простире на површини од 15,51 km². Налази се на средњој надморској висини од 430 метара (максималној 2.080 m, а минималној 345 m).

## Демографија
| 1962. | 1968. | 1975. | 1982. | 1990. | 1999. | 2011. |
| ----- | ----- | ----- | ----- | ----- | ----- | ----- |
| 517   | 590   | 622   | 578   | 615   | 654   | 752   |

График промене броја становника у току последњих година